# Bochlin (województwo kujawsko-pomorskie)
Bochlin (Bochlin Miejski) – wieś kociewska w Polsce położona w województwie kujawsko-pomorskim, w powiecie świeckim, w gminie Nowe. Miejscowość jest siedzibą sołectwa Bochlin, w którego skład wchodzi również miejscowość Kozielec (83 osoby). Całe sołectwo liczy łącznie 896 mieszkańców.
W okresie międzywojennym ulokowana była tu Placówka Straży Celnej „Bochlin”.
Do 1954 roku w granicach miasta Nowe.
W latach 1954–1959 wieś należała i była siedzibą władz gromady Bochlin, po jej zniesieniu w gromadzie Nowe. W latach 1975–1998 miejscowość administracyjnie należała do województwa bydgoskiego.
Liczba ludności wsi Bochlin w 2011 roku wynosiła 813 osób.